# Mehmet Emin Yurdakul
Mehmet Emin Yurdakul (Istanbul, 1869 – Istanbul, 1944) va ser un escriptor turc.

## Treballs destacats
- Türkçe Şiirler (1889)
- Fazilet ve Adalet (1890)
- Türk Sazı (Instrument Turc, 1914)
- Ey Türk Uyan (Aixeca Turc, 1914)
- Tan Sesleri (Veus d'alçament, 1915)
- Ordunun Destanı (La Llegenda de l'Exèrcit, 1915)
- Dicle Önünde (Al Front del Tigris, 1916)
- İsyan ve Dua (1918)
- Zafer Yolunda (Al Camí de la Victoria, 1918)
- Turan'a Doğru (1918)
- Aydın Kızları (Noies d'Aydın, 1919)
- Türk'ün Hukuku (La Llei del Turc, 1919)
- Dante'ye (Cap a Dante, 1928)
- Kıral Corc'a (1928)
- Mustafa Kemal (Mustafa Kemal, 1928)
- Ankara (Ankara, 1939)